# Steber Svete trojice, Olomouc
Steber Svete trojice v Olomoucu je 35 m visoko baročno kužno znamenje,  zgrajeno v letih 1716-1754. Znamenje je znak katoliške hvaležnosti za rešitev od kuge, ki je opustošila Moravsko v letih 1713-1715,:18 in lokalnega patriotizma, saj so bili vsi mojstri in umetniki, ki so ga ustvarjali, in svetniki, ki so upodobljenji na znamenju,  povezani z Olomoucem.:26
Znamenje je največja baročna skupinska skulptura na Češkem. Leta 2000 je bila kot »eden od izjemnih primerkov srednjevropskega  baročnega umetniškega izražanja«  vpisana ne Unescov seznam svetovne kulturne dediščine.

## Zgodovina
Po oceni ICOMOS je »postavljanje marijanskih (kužnih) znamenj na mestnih trgih izključno baročni posttridentinski pojav«. Njegova ikonografska osnova je v knjigi Razodetje (Apokalipsa). Osnovni model za kužna znamenja je bil domnevno steber na  Piazza Santa Maria Maggiore v Rimu, postavljen leta 1614.
Spomenik v Olomoucu je bil vrhunski desežek številnih umetnikov in mojstrov, vendar jim ni prinesel veliko sreče. Prvi, ki je umrl že med postavljanjem, je bil Wenzel Render, graditelj spomenikov in privilegiran cesarski arhitekt. Bil je prvi, ki je  prišel na idejo za postavitev stebra, uveljavil svojo voljo v mestnem svetu, zgradil prvo fazo spomenika in jo  tudi sofinanciral. Njegovi privrženci Franz Thoneck, Johann Wenzel Rokický in Augustin Scholtz tudi niso doživeli konca gradnje. Gradnjo je zaključil Johann Ignaz Rokický. Kiparsko okrasje stebra je začel izdelovati Phillip Sattler.:19-21 Po njegovi smrti je dela nadaljeval Andreas Zahner,:21  ki je pred smrtjo v sedmih letih izdelal 18 kipov in 9 reliefov. Bakrene kipe Svete trojice in Marijinega vnebovzetja je pozlatil zlatar Simon Forstner.:35-39  Fostner  je imel več sreče in uspel dokončati svoje mojstrsko delo, vendar je zaradi uporabe strupenega  živega srebra za pozlato  izgubil zdravje.
Ko je bil steber Svete trojice leta 1754 dokončan, so bili vsi v Olomoucu nanj zelo ponosni, ker so vsi prispevali k njegovi postavitvi.  Znamenje so posvetili  na veliki slovesnosti, katere sta se udeležila tudi cesarica Marija Terezija in njen mož Jožef I.:28
Samo štiri  leta kasneje je Olomouc oblegala pruska vojska in med topovskim obstreljevanjem večkrat zadela tudi steber Svete trojice. Meščani so organizirali procesijo, da bi pruskega generala prepričali, naj ne strelja na spomenik. General  James Keith je njihovo prošnjo uslišal.:21 Znamenje so kmalu po vojni popravili in v spomin na te dogodke  v steber vdelali pozlačeno  repliko kamnite pruske topovske krogle.:21

## Opis
Na vrhu stebra je  pozlačen bakren  kip  Svete trojice. Nad njim je kip  nadangela  Gabrijela, pod njimi pa  kip Marijinega vnebovzetja.
Na stopničasti bazi stebra je 18 kamnitih kipov svetnikov in 14 reliefov v dodelanih kartušah. Na najvišji stopnici so svetniki, povezani  s Kristusovim življenjem: starša  njegove matere sv. Ana in sv. Joahim, njegov krušni oče sv. Jožef in sv. Janez Krstnik  v spremstvu sv. Lovrenca in sv. Hieronima. Slednjima je posvečena tudi kapela v olomouški mestni hiši. Na reliefih so prikazane tri teološke vrednote – vera, upanje in ljubezen. 
Na stopnici niže sta sv. Ciril in Metod, ki sta prišla leta 863 na Moravsko širit krščanstvo (sv. Metod je postal moravski nadškof), sv. Blaž, kateremu je posvečena ena od olomouških cerkva, in zavetniki sosednje Češke – sv. Adalbert (Vojteh) Praški in sv. Janez Nepomuk.
Na najnižji stopnici sta zavetnika Avstrije sv. Mavricij in Češke sv. Venčeslav (Vaclav), ki imata v Olomoucu svoji cerkvi, in avstrijski zavetnik sv. Florijan, zaščitnik pred nesrečami, predvsem pred ognjem, olomouški pridigar  sv. Janez Kapistanski, sv. Anton Padovanski,  član frančiškanskega reda, ki je imel v Olomoucu velik samostan,  in zavetnik študentov sv. Alojzij Gonzaga. Njegov kip kaže, da je bil Olomouc zelo ponosen na svojo univerzo.  
Med kipi so reliefi s podobami dvanajstih apostolov.

## Sv. Janez Sarkander
Zadnji manjkajoči na seznamu svetnikov je sv. Janez (Jan) Sarkander z lilijo, simbolom čistosti. Njegov kip stoji na drugi stopnici. Jan Sarkander je bil duhovnik, na začetku tridesetletne vojne mučen do smrti v olomouški ječi. Legenda pravi da zato, ker ni želel prelomiti spovedne molčečnosti. Postavitev njegovega kipa na steber je pomenila kršitev verskih pravil, ker Sarkander v tistem času še ni bil niti beatificiran, kar bi lahko povzročilo spor s Svetim sedežem. Mojstri so se kljub temu odločili, da bodo tvegali. Sarkander je bil beatificiran leta 1859 in kanoniziran leta 1995 med obiskom papeža Janeza Pavla II. v Olomoucu.

## Kapela
V stebru je tudi majhna kapela z reliefi, na katerih so upodobljeni Kajnovo darovanje njegovih poljskih pridelkov, Abelovo darovanje prvencev iz njegove črede, Noetova prva žgalna daritev po vesoljnem potopu, Abrahamovo darovanje Izaka in jagnjeta in Jezusova smrt. V ozadju slednjega sta upodobljena Jeruzalem in Olomouc.